# ماثيوس كاسيني
ماثيوس كاسيني (15 فبراير 1996 بساو باولو في البرازيل - ) هو لاعب كرة قدم برازيلي في مركز الوسط. لعب مع نادي باليرمو.

## وصلات خارجية
- ماثيوس كاسيني على موقع قاعدة بيانات كرة القدم.إي يو (الإنجليزية)
- ماثيوس كاسيني على موقع Soccerway.com (الإنجليزية)
- ماثيوس كاسيني على موقع AS.com (الإسبانية)